# Masters de Roma 1981
El Abierto de Italia 1981 fue la edición del 1981 del torneo de tenis Masters de Roma. El torneo masculino fue un evento del circuito ATP 1981 y se celebró desde el 18 de mayo hasta el 24 de mayo.  El torneo femenino fue un evento del circuito WTA 1981 y se celebró desde el 4 de mayo hasta el 10 de mayo.

## Campeones

### Individuales Masculino
José-Luis Clerc vence a  Víctor Pecci,  6–3, 6–4, 6–0

### Individuales Femenino
Chris Evert vence a  Virginia Ruzici, 6–1, 6–2

### Dobles Masculino
Hans Gildemeister /  Andrés Gómez vencen a  Bruce Manson /  Tomáš Šmíd, 7–5, 6–2

### Dobles Femenino
Candy Reynolds /  Paula Smith vencen a  Chris Evert-Lloyd /  Virginia Ruzici, 7–5, 6–1